# Estado del Valle de México

Escudo de la Ciudad de México, capital propuesta del ahora inexistente Estado del Valle de México.

El Estado del Valle de México fue una propuesta territorial que contemplaba la creación de un nuevo estado de la Federación cuya capital sería la Ciudad de México y tendría un territorio más grande que el anterior seccionado de la zona metropolitana del Valle de México —y probablemente únicamente del Estado de México—. La creación de esta nueva entidad federativa tendría lugar después de que se trasladara de forma permanente la capital de México y los Poderes de la Unión a otro lugar.
Su figura estuvo históricamente plasmada en las constituciones del país (tanto de 1857 como de 1917) con el fin de otorgarle la soberanía que cuenta un estado libre y soberano al extinto Distrito Federal debido a las características que los distritos federales poseen:

El Distrito Federal se compondrá del territorio que actualmente tiene, y en el caso de que los Poderes Federales se trasladen a otro lugar, se erigirá en Estado del Valle de México, con los límites y la extensión que le asigne el Congreso General.
Artículo 44.º de la Constituciónoriginal de 1917

La figura del Estado del Valle de México se eliminó de la Constitución en 2016 luego de una serie de reformas que le otorgó la soberanía al Distrito Federal nombrándolo oficialmente Ciudad de México: 

La Ciudad de México es la entidad federativa sede de los Poderes de la Unión y Capital de los Estados Unidos Mexicanos; se compondrá del territorio que actualmente tiene y, en caso de que los poderes federales se trasladen a otro lugar, se erigirá en un Estado de la Unión con la denominación de Ciudad de México.
Artículo 44.º de la Constitución vigente

## Historia

### Antecedentes
En la antigüedad los términos Ciudad de México y Distrito Federal discrepaban en gran medida, pues el primero hacía referencia únicamente a la ciudad que en aquellos entonces constituía una minúscula parte apenas mayor que el actual centro histórico de la Ciudad de México y el segundo al ente político-territorial que ocupaba un espacio más grande comparado con la Ciudad de México.
La Ciudad de México fue históricamente la capital de Nueva España y, a su vez, capital del Reino de México —que era una de las entidades subnacionales de Nueva España— y de la Provincia de México —que era a su vez una subidvisión del Reino de México—. 
Como una imitación al Distrito de Columbia en Estados Unidos se decidió crear en 1824 un distrito federal como un círculo perfecto con un diámetro de dos leguas (cuyo centro era la Plaza de la Constitución) para que fuera sede de los poderes federales. El problema era que tenía una gran diferencia con respecto al Distrito de Columbia, ya que se formaba sobre territorios que tenían desde 1534 un gobierno propio, así el primer reglamento que lo normaba, refería que administrativamente este estaría integrado por los municipios que quedaran mayoritariamente dentro del territorio circular de radio de dos leguas que le correspondiera, tomando como centro la plaza principal de la población que fuera sede de los poderes federales, sin especificar cuál era esta sede. 
Es así como en 1824 el Congreso de la Unión define que el Distrito Federal queda formado por el Municipio de México, y partes de los municipios de Tacubaya, Coyoacán, Iztapalapa, Guadalupe Hidalgo y Azcapotzalco.
Dentro de este territorio el Gobernador del Distrito Federal que era nombrado directamente por el Presidente de la República ejercía las funciones de presidente municipal y jefe de las fuerzas públicas de los municipios, mientras cada municipio conservaba la elección indirecta o directa de sus cabildos y la administración interna, en el caso de municipios como Tacubaya que no tenían todo su territorio en el Distrito Federal, conservaban su plena autonomía fuera del territorio del Distrito Federal, mas dentro de ésta su fuerza pública quedaba subordinada al Gobernador del Distrito Federal.
Por los cambios repentinos de sistema republicano, entre Centralista y Federal, al territorio del Distrito Federal en varias ocasiones dejó de serlo entre 1830 y 1857, para ser en pleno reintegrado al territorio del Estado de México, perteneciendo a la Provincia de México, cuya capital fue en la mayoría de veces la Ciudad de México, este cambio de administraciones causaba grandes perjuicios a los habitantes del Distrito Federal y ciudades circunvecinas como Coyoacán,  Iztapalapa, Xochimilco, etc., las cuales debían estar literalmente persiguiendo las oficinas administrativas del estado de México, ya que estas podían cambian de sede con mucha facilidad y de igual manera perder los trámites que estuvieran llevando.
Es por esto que ayuntamientos como Coyoacán piden al gobierno federal que se les fije como sede administrativa el Distrito Federal y por ende la Ciudad de México, con la intención de mantener una sede permanente en el Valle de México y evitar el viaje hasta Toluca. Bajo estas circunstancias el entonces presidente Antonio López de Santa Anna decreta una ampliación territorial de la Provincia de México el 14 de febrero de 1854, la cual no se llega a poner en práctica, ya que es derrocado y mandado al exilio; en 1855 la Prefectura de Tlalpan perteneciente a la de Provincia de México recibe el apoyo del gobierno federal y es incorporada por decreto al Distrito Federal, aunque en forma práctica nunca ocurrió, ya que el Congreso del estado de México nunca emitió el decreto respectivo y la Revolución de Ayutla impidió su aplicación en pleno.
Al término de la Revolución de Ayutla, las fuerzas revolucionarias se dan a la tarea de crear una nueva constitución y como parte de este proceso organizan la primera expedición para determinar la forma geográfica del territorio mexicano. Esta expedición logra poner ante el Constituyente un atlas donde aún se marca como territorio del Distrito Federal el círculo de dos leguas de radio, además de los posibles estados de la Sierra Gorda y el estado del Istmo de Tehuantepec, los cuales no se logran materializar.

### Existencia de la figura del Estado del Valle de México
Es durante el Constituyente de 1857 que se crea la figura del estado del Valle de México. La propuesta original de las comisiones hacía que el estado tuviera la amplitud territorial del valle de México, lo cual no se concretó. En el Art. 43 de la Constitución de 1857 el Estado del Valle de México se define como un estado más de la Federación, aunque con la condición marcada en el Art. 46:

Art. 43. Las partes integrantes de la federación, son: los Estados de Aguascalientes, Colima, Chiapas, Chihuahua, Durango, Guanajuato, Guerrero, Jalisco, México, Michoacán, Nuevo-León y Coahuila, Oaxaca, Puebla, Querétaro, San Luis Potosí, Sinaloa, Sonora, Tabasco, Tamaulipas, Tlaxcala, Valle de México, Veracruz, Yucatán, Zacatecas y el Territorio de la Baja California.

Art. 46. El estado del Valle de México se formará del territorio que en la actualidad comprende el Distrito Federal; pero la erección solo tendrá efecto, cuando los supremos poderes federales se trasladen á otro lugar.

Este primer arreglo causó serias problemáticas en los años posteriores, ya que no se había definido un territorio mayor al círculo de dos leguas para el Distrito Federal. Esto hacía pensar que de crearse no sería un estado factible, comprendiendo esto como la capacidad para sustentarse por sus propios impuestos y de contar con fuentes de alimento y agua suficientes para su población, así como con lugares adecuados para depositar los desperdicios que genera. Fueron precisamente algunas de estas condiciones las que evitaron la creación de los estados del Istmo de Tehuantepec y el de Sierra Gorda. Es así como luego de la Guerra de Reforma, el 6 de mayo de 1861, el presidente Benito Juárez por un decreto amplia el territorio del Distrito Federal, para hacerlo viable como estado, con el pesar del estado de México.
Este decreto fue muy mal visto por el estado de México que perdía en forma efectiva parte de su territorio, pero pudo conservar varios de los municipios del Norte, como Tlanepantla y Ecatepec (los cuales se habían incluido en la propuesta original de ampliación del Distrito Federal durante el Constituyente de 1857), mientras que en el Sur logró conservar los territorios municipales de Huitzilac y Cuernavaca que se encontraban al sur del volcán del Ajusco dentro del valle de México.
El decreto de 1861 logró darle cierta viabilidad a la erección del estado del Valle de México, pero al carecer de un órgano de gobierno central, se hacía inviable un cambio de régimen suave, pues internamente las leyes que le regían dependían en su mayoría del Congreso del estado de México y en algunas partes del Congreso de la Unión. Es así como en 1898, el presidente Porfirio Díaz amplia de nuevo el Distrito Federal por medio de convenios con los estados de México y de Morelos. Además, modifica la Constitución Federal para hacer inmediata la creación del estado del Valle de México, pero agregando la salvedad de que su territorio sería definido por el Congreso de la Unión, lo cual en forma práctica dejaba incierta su creación en cualquier momento. Es sólo hasta 1903 que se separa totalmente el gobierno interno del Distrito Federal del gobierno del estado de México, dándole facultades legislativas al Congreso de la Unión. Así, por ejemplo, el código civil para el Distrito Federal abarca también el fuero común, como ocurría en cualquier territorio federal.
En el Constituyente de 1917, el presidente Venustiano Carranza propone ampliar el territorio a todo el valle de México para hacerlo viable, lo cual es rechazado de tajo por los representantes del estado de México y de otras entidades. Finalmente se mantiene el estatus del Valle de México como el estado que se formaría al dejar los poderes federales la Ciudad de México, aunque deja de ser de forma implícita una parte de la federación, pasando en su lugar a formarlo el Distrito Federal. Este arreglo aún causa bastantes confusiones, ya que incluso en la modificación de 1993 al artículo 44 se nombra de tres maneras distintas a un mismo territorio y a dos conceptos: el territorio se nombra Distrito Federal que es igual a Ciudad de México, mientras que la entidad del Estado del Valle de México es igual a la entidad federal Distrito Federal, así como Ciudad de México.

## Controversias
Hasta 1990 el Distrito Federal no tuvo un órgano legislativo propio. Este primer órgano de inmediato trato de cambiar el estatus del territorio y lograr la creación del estado del Valle de México, pero su propuesta ha sido rechazada en varias ocasiones ya que en el espíritu federal el territorio federal del distrito les pertenece a todos los estados integrantes, y solo con la salida de los poderes federales se podría crear. Además, si se creara y fuera un estado de pleno derecho tendría mayores prerrogativas sobre todo en el aspecto económico y político, ya que en él se maneja el 20% de producto interno bruto del país y un porcentaje un poco superior de los impuestos totales del país.